# 소방차
소방차(消防車, 영어: fire engine, fire truck, fire lorry)는 소방 업무를 신속하게 수행할 때 사용하는 자동차이다. 대한민국에서는 행정안전부령인 '소방력 기준에 관한 규칙'이 소방장비를 소방자동차·소방항공기·소방정 및 소방전산시설·통신시설 등으로 규정하고 배치기준을 정하고 있다.

## 소방차의 종류
- 지휘차 : 소방 안전 지도와 첨단통신장비가 갖춰져 있으며, 사고현장의 사령탑이라 할 수 있다. 출동시 최선봉에서 출동 소방차량들의 길을 터준다.
- 구조버스 : 119구조대 소속대원들을 수송하는데 쓰이는 중형버스 형태의 차량이다. 구조공작차와 마찬가지로 어떤형태의 사고현장에도 늘 출동한다. 지휘차 부재시에는 구조버스가 지휘차 역할을 하여 출동 소방차들의 길을 터주기도 한다.
- 펌프차 : 어느 소방관서에나 기본적으로 배치되어 있다. 물이 저장되어 있으며, 화재 발생 시에 주로 출동하나 소량의 구조장비도 탑재하여 순간순간 변하는 사고현장에서 그 힘을 발휘한다.
- 물탱크차 : 소화전이 없는 화재 현장에서 소방 용수를 지원할 때 사용한다. 
 (소방서에 펌프차 부재시 대신 일선으로 출동하는 경우가 있다.)
- 사다리차 : 고층 건물에서 화재진압과 인명구조 시 사용하며, 고가사다리차와 굴절사다리차가 있다.
- 조연차 : 조명차와 배연차의 기능을 하나로 합친 소방차량이다. 배연차는 화재현장의 유독가스와 연기를 흡입하여 소방대원들의 현장진입을 용이하게 해주며, 조명차는 야간의 화재현장과 구조현장의 주변을 밝게 해주어 신속한 요구조자 파악과 주변상황 파악에 유리하다.
- 구조공작차 : 다량의 구조 장비가 적재되어 있으며, 화재사고, 시설물 붕괴, 풍수해, 익사, 유류(가스), 전기 사고 등 모든 사고 현장에 출동하는 차량.
- 구급차 : 위급한 환자와 부상자를 병원으로 이송할 때 사용한다.
- 화학차 : 일반적인 펌프차와 물탱크차로 대응할 수 없는 화재현장에 주로 출동하는 소방차량으로 유류, 화공약품, 위험물, 폭발물 화재 등에 적합한 약품을 탑재하고 있으며, 상황에 맞는 약품을 사용하여 대응한다.
- 제독차 : 독극물이 퍼져버린 사고현장에 출동하여 상황에 맞는 약품을 물과 함께 적당 비율로 희석하여 독극물을 제거하는데 쓰이는 차량이다. 참고로 이 차량은 일반 소방관서에는 없으며, 특수구조대(현 특수구조단)에만 배치된 차량으로 알려져 있다.
- 장비운반차 : 화재, 구조, 구급 현장 등에 필요한 각종 장비들을 운반하는 차량으로 관창, 유압 스프레더, 톱, 절단기 등 모든 장비가 실려있다.
- 무인파괴 방수차 : 건물내부에 화재가 발생하였으나 대원들이 진입하기에 어려운 상황이 있을 때 사용하는 차량이다. 말 그대로 건물의 유리를 기계로 깨드려 내부로 방수포를 쏘아 불을 끄는데 쓰인다.

이 외에도 수난사고 발생시 출동하는 소방정과 소방차량이 갈 수 없는 곳에 사고, 산악실족, 고립 된 지역 등지에서 사고현장으로 출동하는 소방헬기가 있다.

## 사진

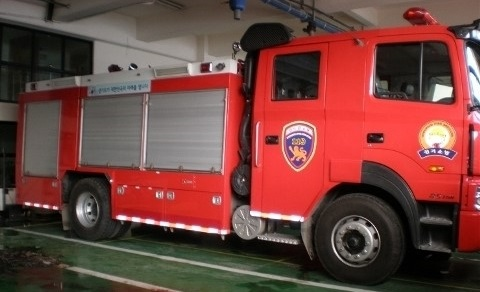
대한민국의 대형소방펌프차
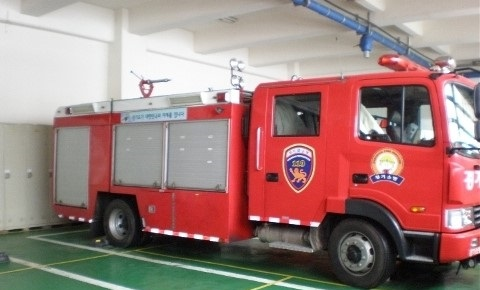
대한민국의 중형소방펌프차
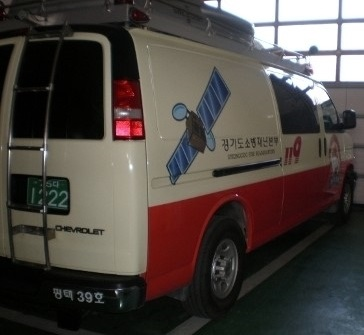
대한민국의 소방방송중계차
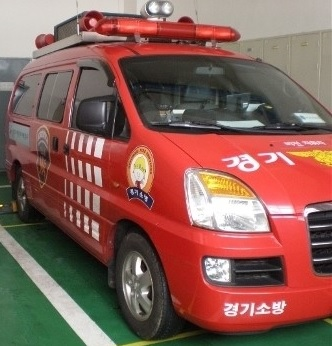
대한민국의 소방지휘차
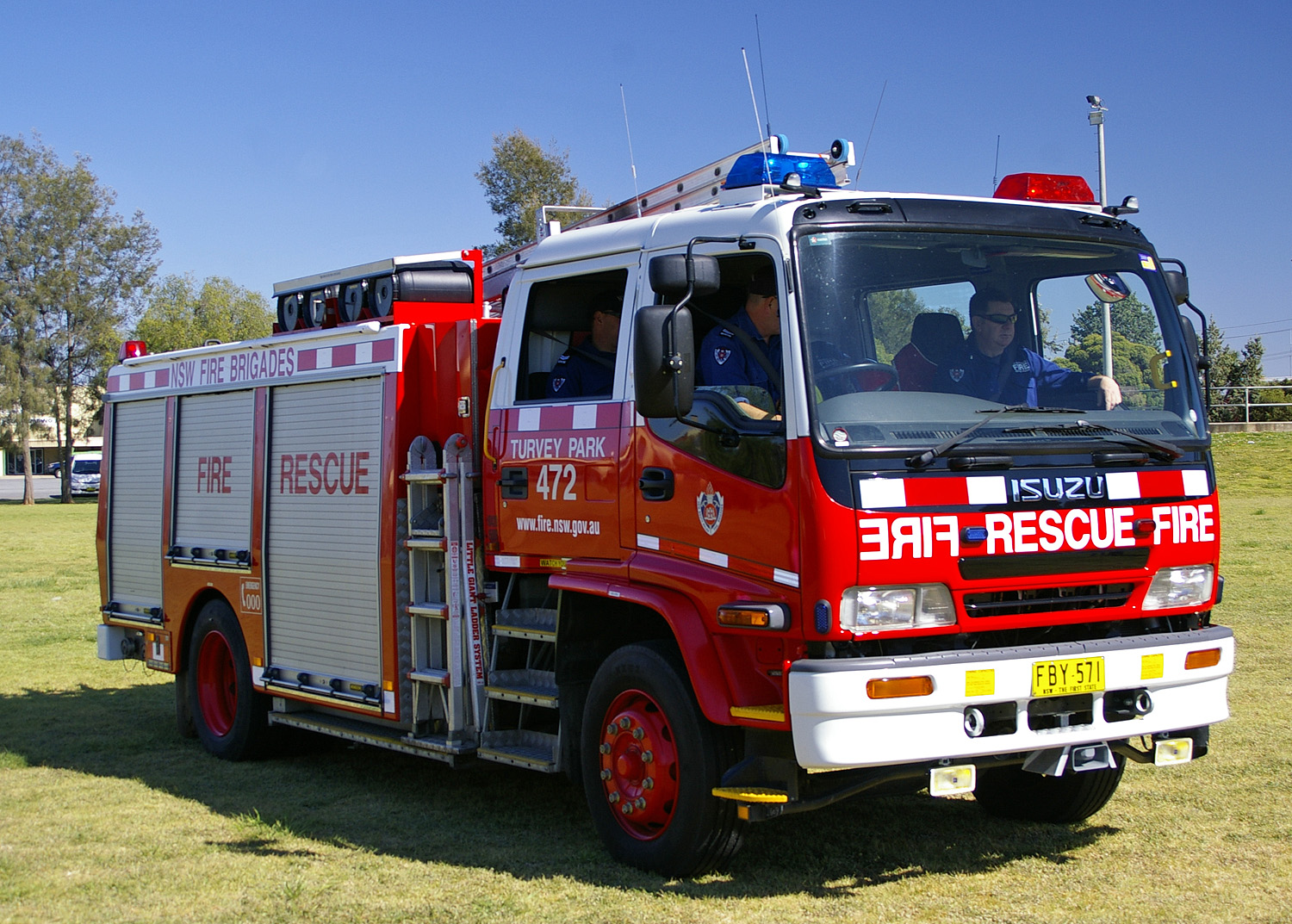
뉴사우스웨일스 주의 소방차
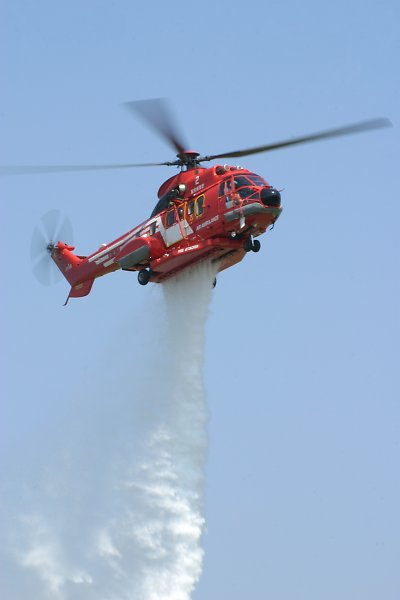
일본의 소방헬기
충청북도 소방항공구조대의 소방헬기
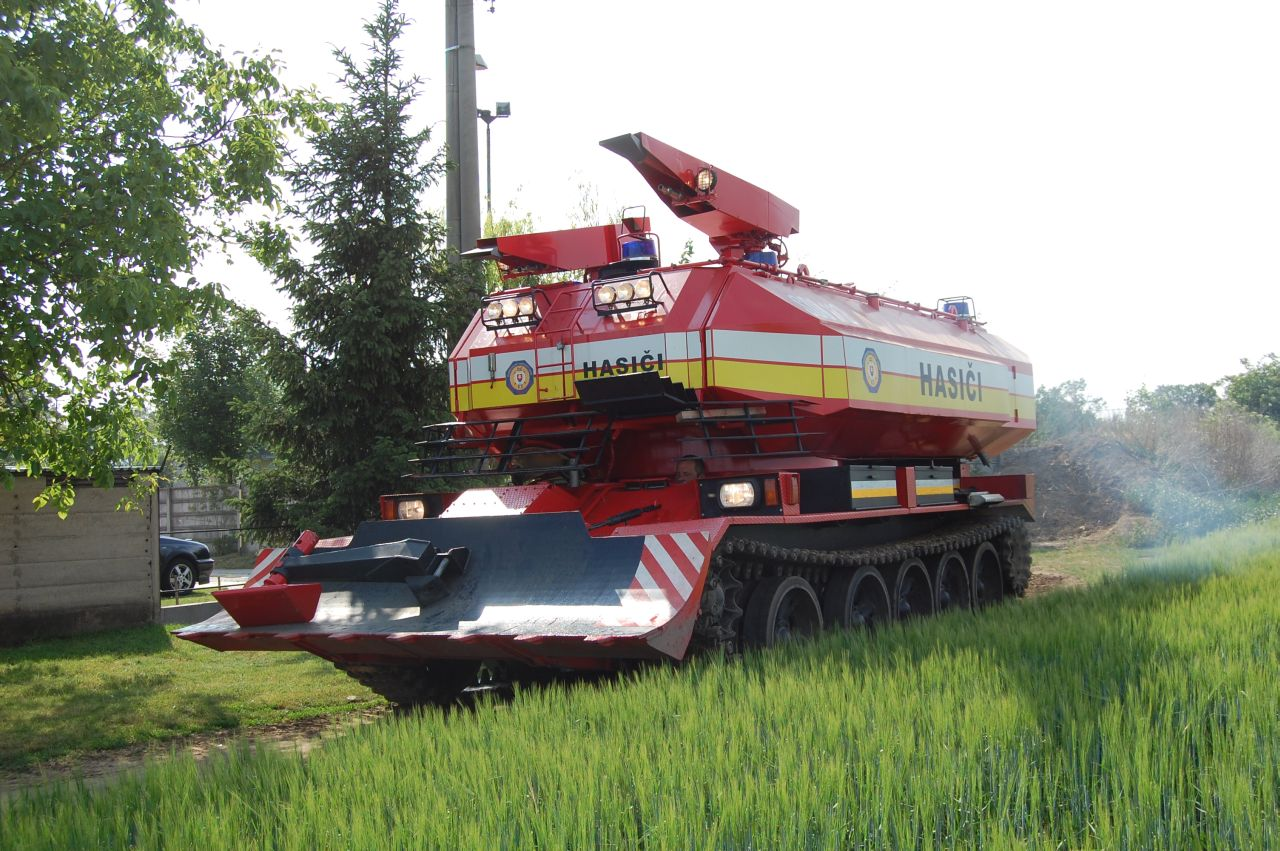
슬로바키아의 소방장갑차
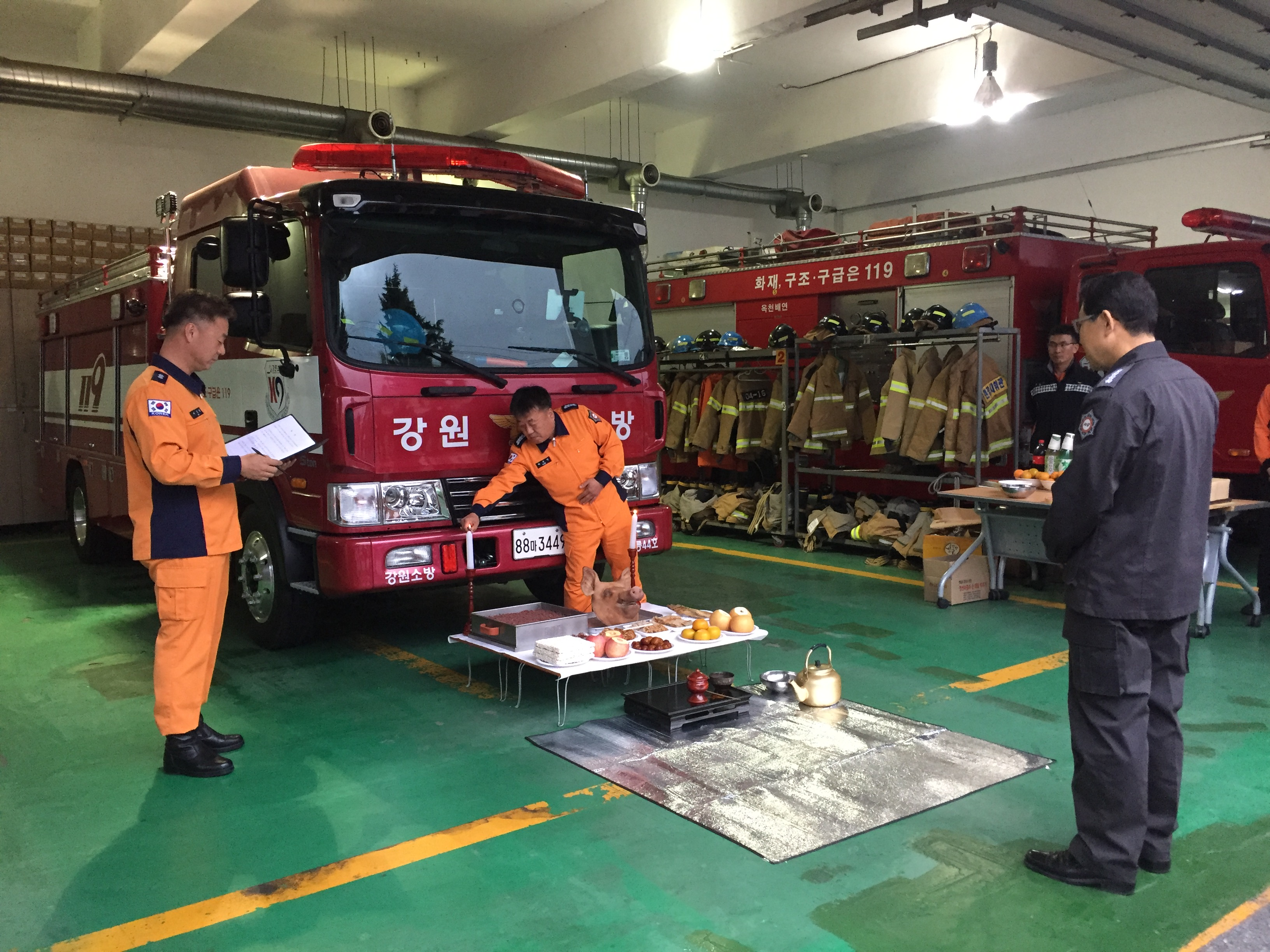
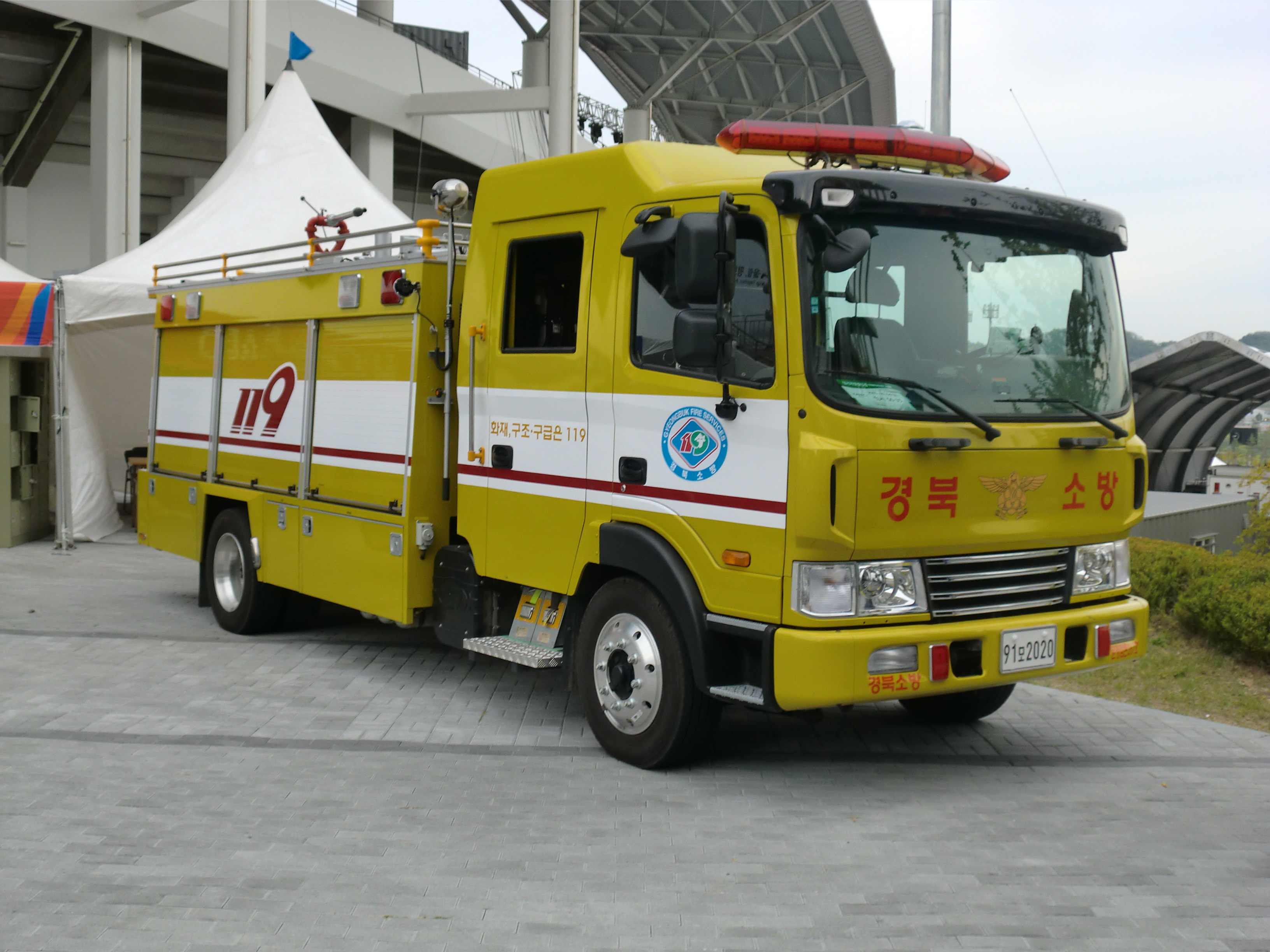
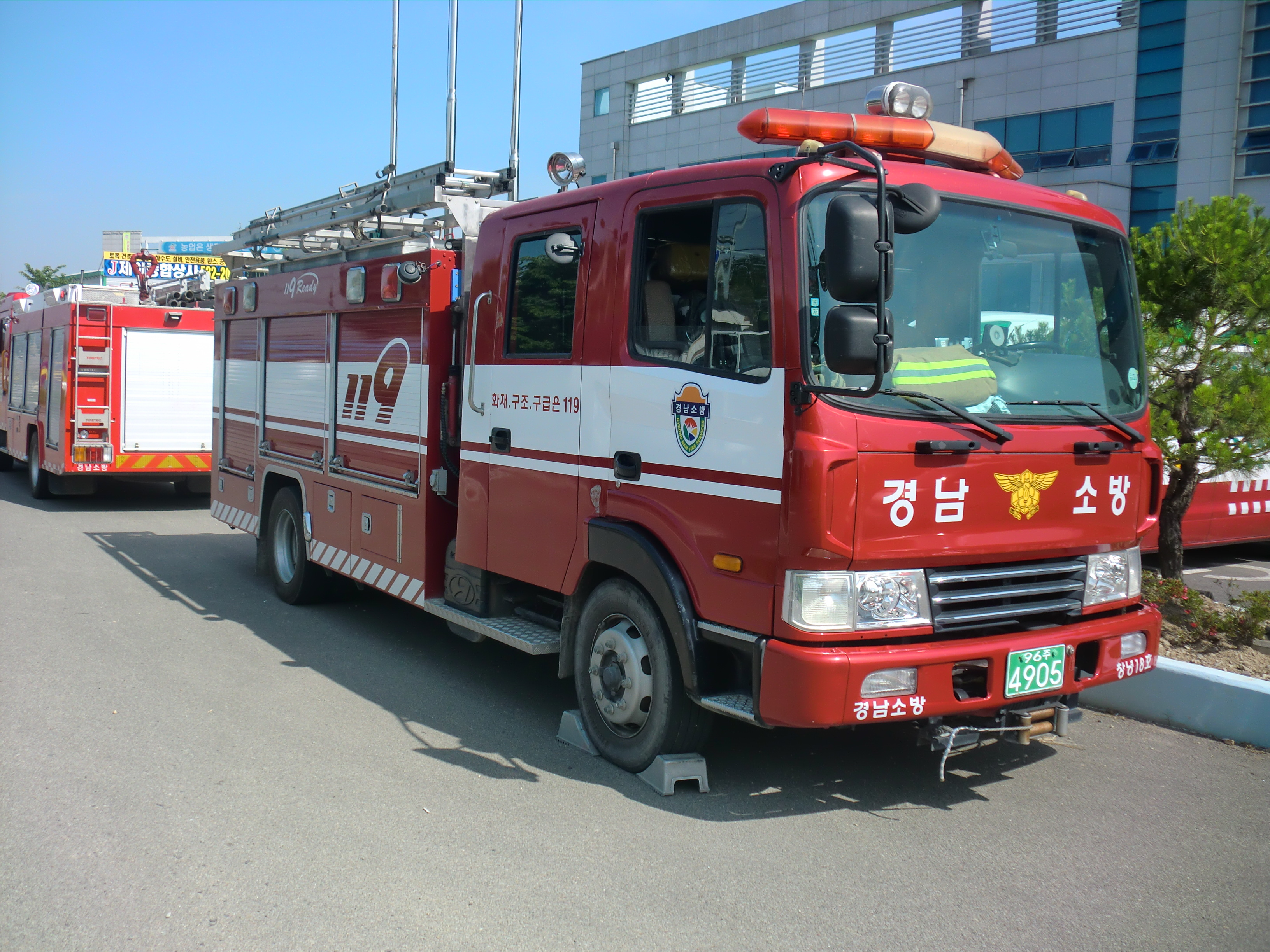
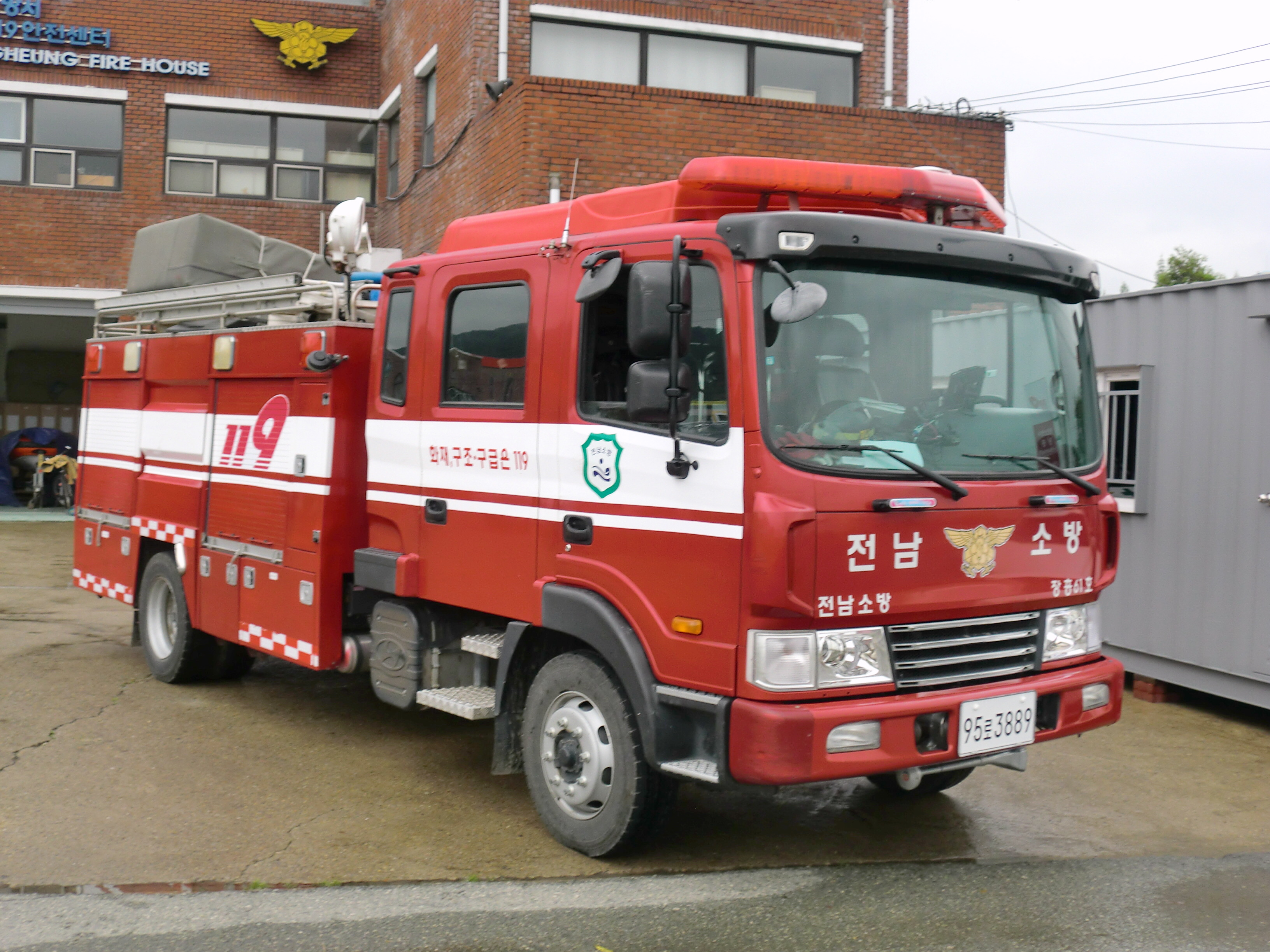
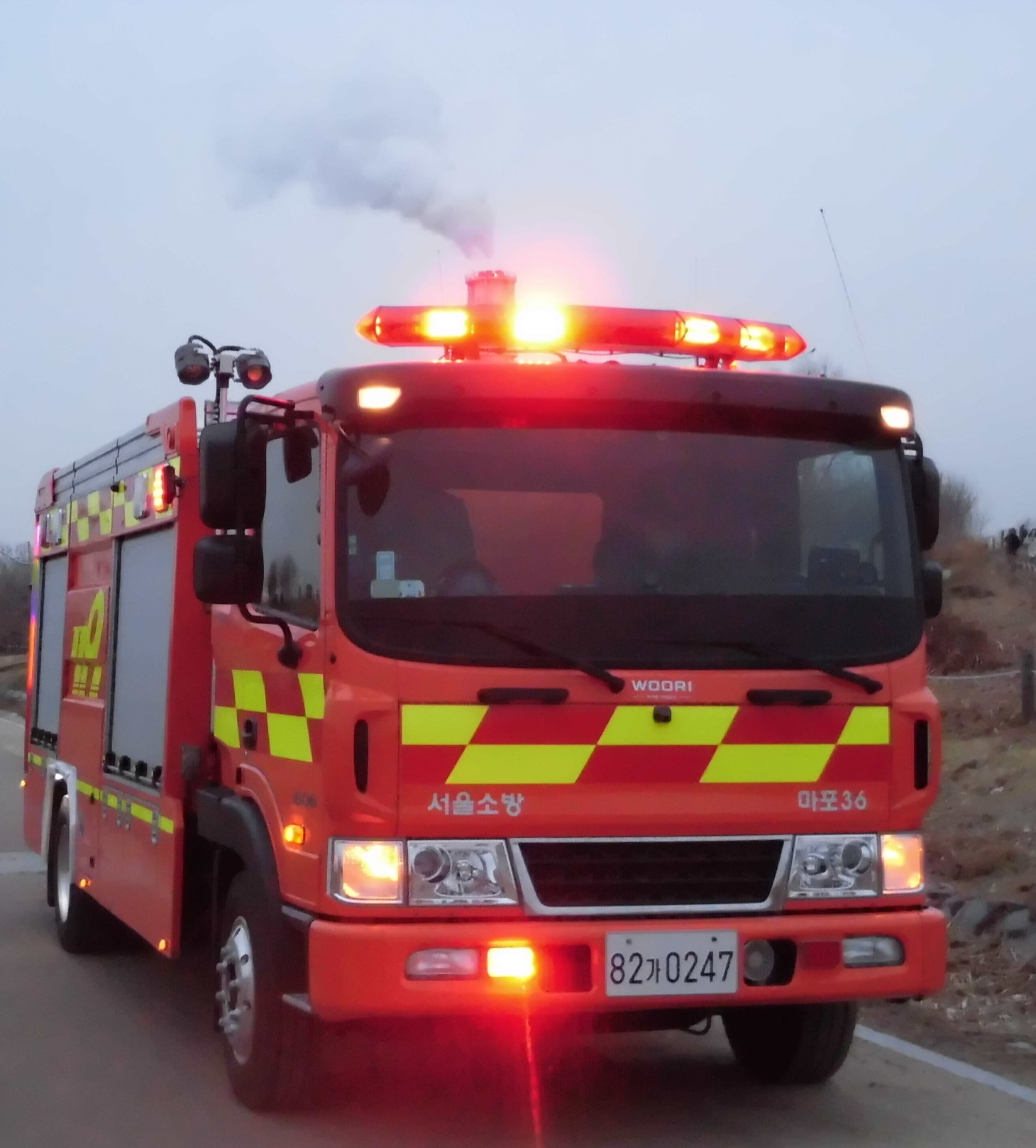
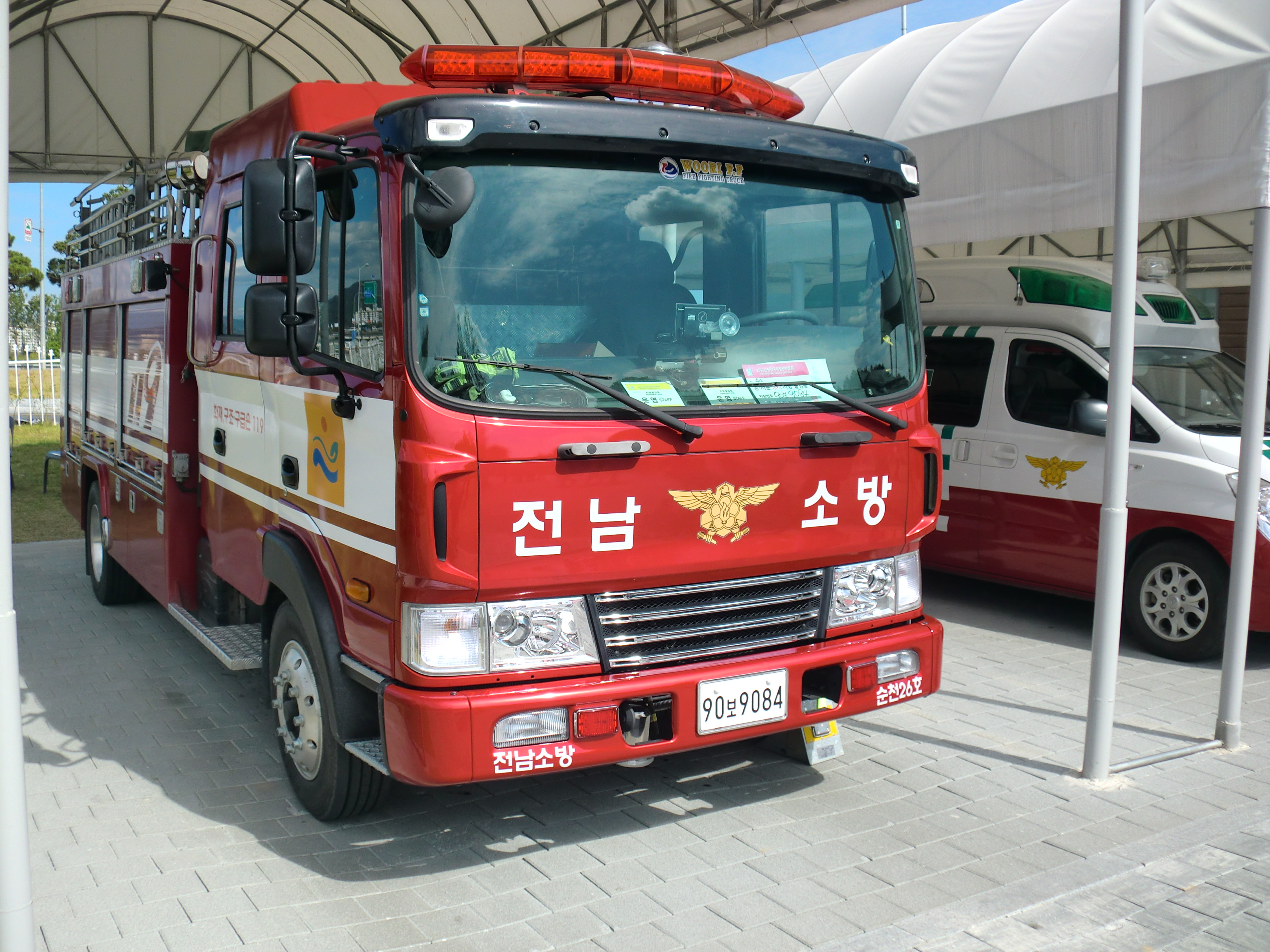
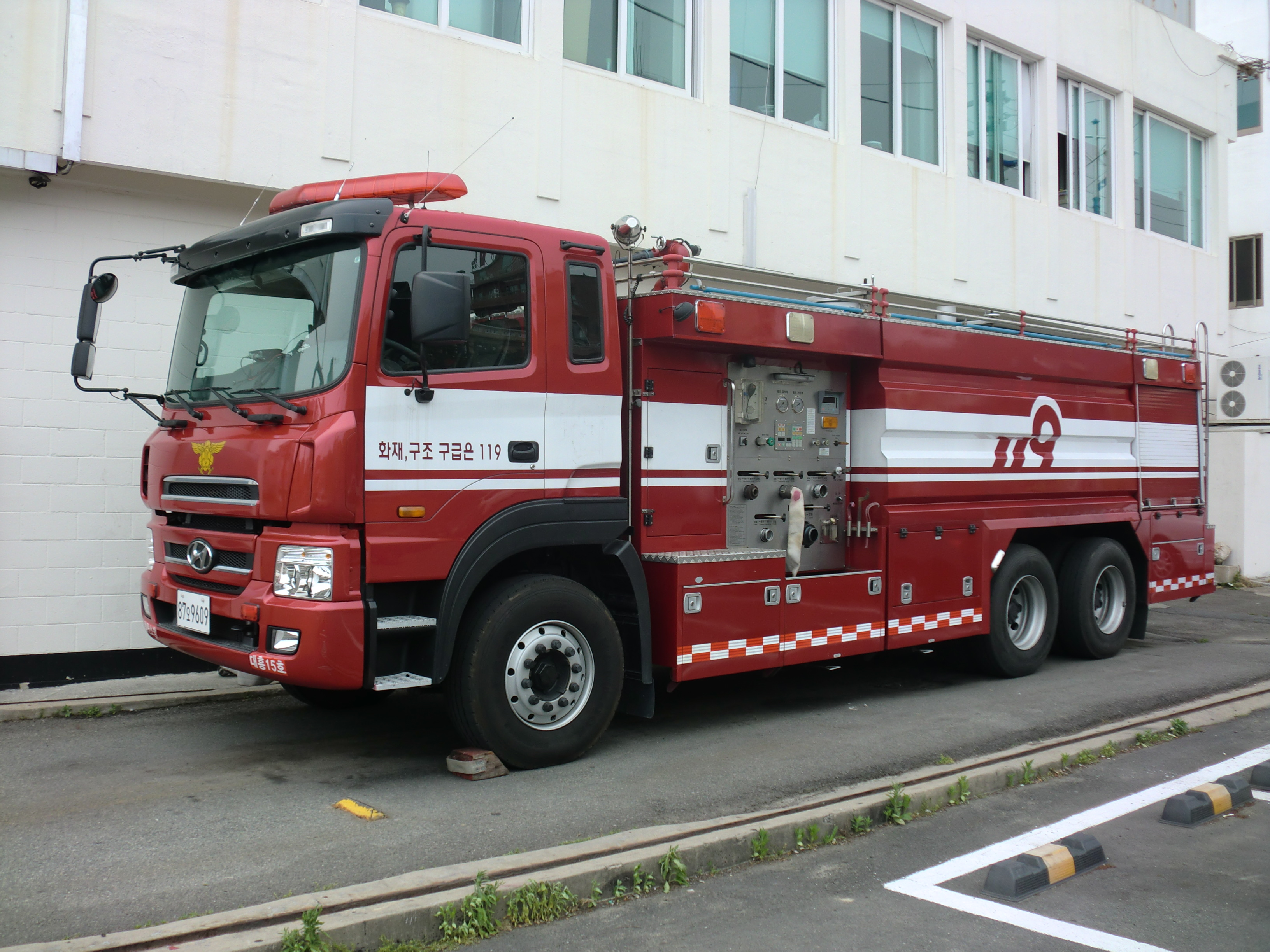
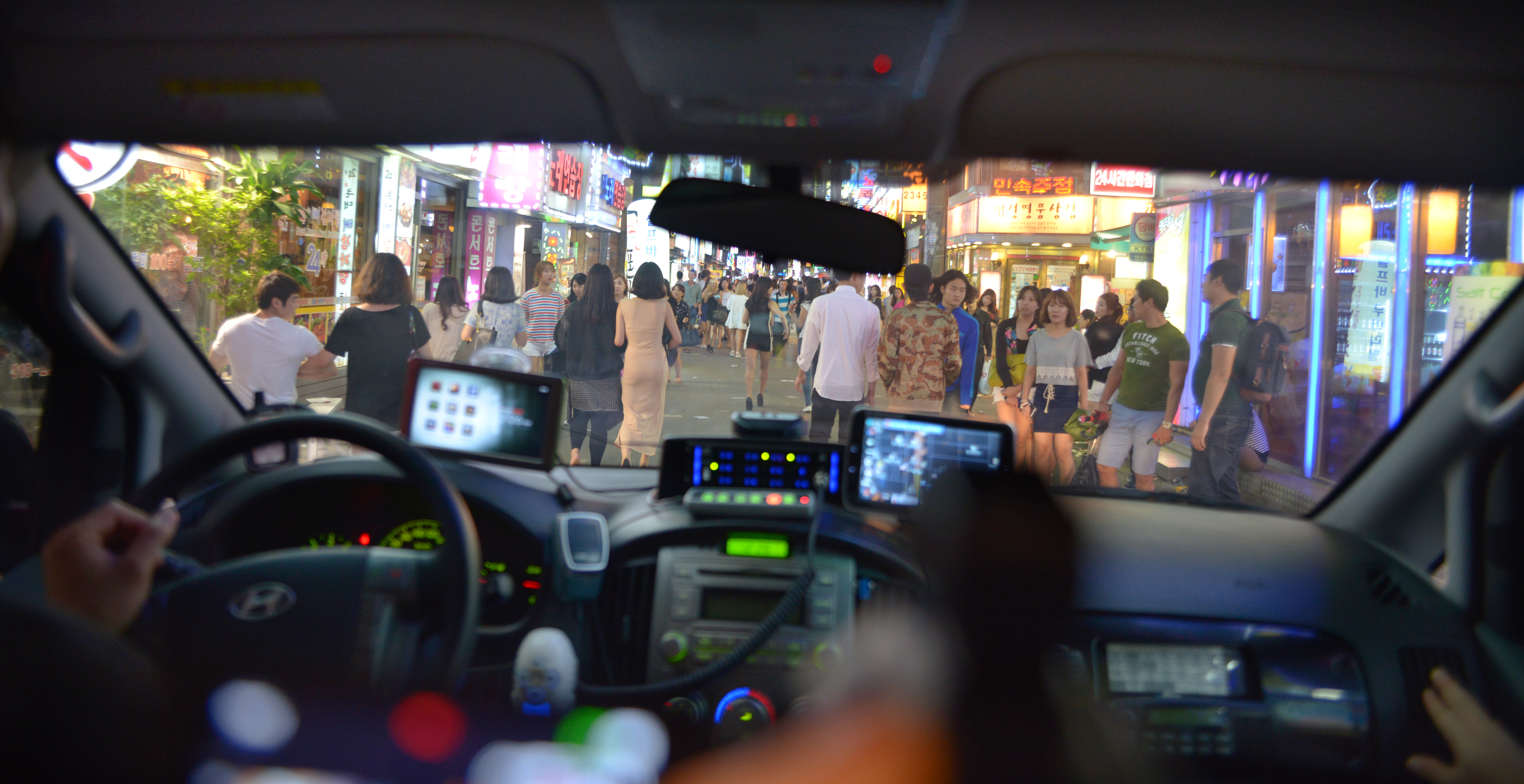

## 퇴역
대한민국의 소방차는 소방당국의 법에 의하여 10년만 운행할 수 있다. 퇴역한 차량은 대개 폐차하지만 외국에 기증하거나 소방학교에서 교육용, 방송, 영화 촬영소품 등으로 활용할 때도 있다. 가끔 보존처리하거나 문화재 등 예비용으로 내구 연한을 초과했음에도 사용하는 경우가 있다.

## 같이 보기
- 소방서
- 소방관
- 긴급구조 표준시스템